# Duché de Magdebourg
1680–1807
Entités précédentes :
- Principauté archiépiscopale de Magdebourg

Entités suivantes :
- Royaume de Westphalie
- Royaume de Prusse (1815)

Le duché de Magdebourg (en allemand : Herzogtum Magdeburg) fut un des États du Saint-Empire romain germanique. Il succède à l'archevêché de Magdebourg qui fut sécularisé en 1680. Détenu par le prince-électeur de Brandebourg-Prusse, le duché appartint au royaume de Prusse dès 1701. Sa capitale était Halle-sur-Saale puis Magdebourg. 
Le duché disparut à la suite du traité franco-prussien de Tilsit conclu en 1807, intégré dans le royaume de Westphalie. À la suite du congrès de Vienne, en 1815, le territoire fut rendu à la Prusse et incorporé dans la province de Saxe. 

## Historique

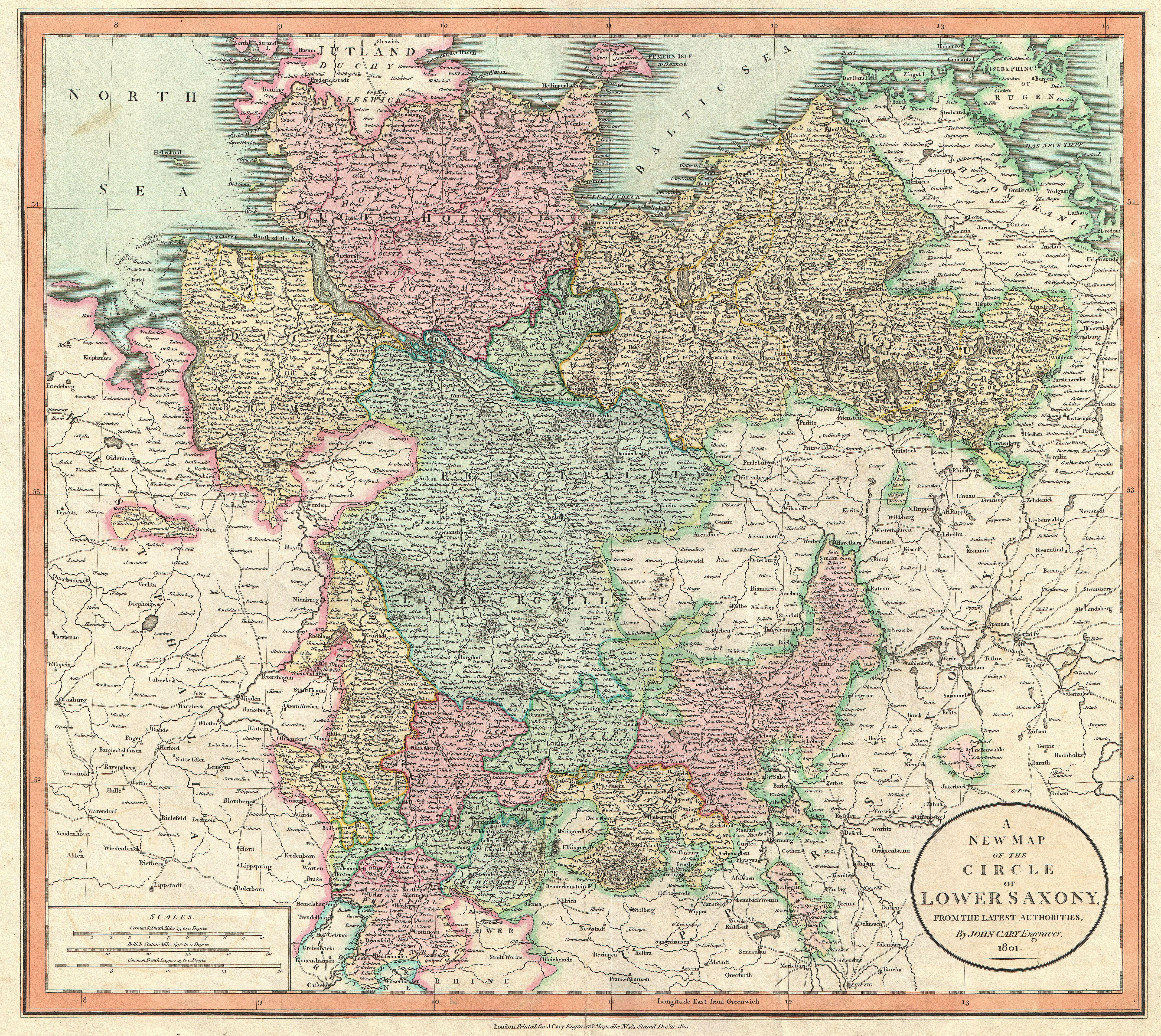
Le duché de Magdebourg (en rose en bas à droite) dans le cercle de Basse-Saxe.

En 1648, par les traités de Westphalie, le territoire de la principauté archiépiscopale de Magdebourg, attaché au cercle de Basse-Saxe, a été reconnu à l'électeur de Brandebourg. Depuis l'entrée en fonction d'Albert de Brandebourg en 1513, les prince-archévêques provenaient de la maison de Hohenzollern. Ils ont adopté la Réforme protestante en 1561, suivie par le chapitre de chanoines en 1567. Finalement, au décès de l'administrateur Auguste de Saxe-Weissenfels en 1680, le duché de Magdebourg remplaça l'archevêché après sa sécularisation par le pouvoir ducal de Brandebourg-Prusse, regroupant la marche de Brandebourg et le duché de Prusse. 
Frédéric-Guillaume de Brandebourg, « le Grand Électeur », fut le premier duc de Magdebourg. Son duché était fortement dépeuplé par la guerre de Trente Ans et de nombreuses villes avaient eu des pertes de population. Elles ont été partiellement compensées par l'immigration des populations venant du Palatinat, de la partie romane des Pays-Bas méridionaux et des Huguenots de France. Ces émigrants étaient majoritairement protestants. Ils fuyaient leur patrie en raison de leur foi réformiste. Par l'édit de Potsdam (1685), ils ont trouvé refuge dans le duché de Magdebourg et participèrent au développement économique et spirituel du duché.
Le duché de Magdebourg eut plusieurs capitales, la capitale du duché était Magdebourg et Halle (jusqu'en 1714), tandis que Burg (lieu de naissance du général de l'armée prussienne Carl von Clausewitz, originaire du duché) était la troisième principale ville du duché. En 1694, sous le règne de l'électeur Frédéric III, l' Academie de Halle a été fondée, le lieu d'activité des théologiens August Hermann Francke et Carl Hildebrand von Canstein. La Fondation Francke de Halle était créée en 1698.
En 1807, le duché de Magdebourg fut dissous au cours des guerres napoléoniennes. En 1815, après la défaite de Napoléon Ier par les troupes de la sixième Coalition, le congrès de Vienne attribua son territoire à la province de Saxe du royaume de Prusse.

## Présidents du gouvernement
- 1680-1703 : Gottfried von Jena (de) (1624-1703), 1680 chancelier
- 1703–1719 : Nikolaus Bartholomäus Michael von Danckelman (1650-1739), 1691-1704 président de la chambre, 1697 conseiller privé, 21 janvier 1703 chancelier (suspendu 1714-1718), adopté en 1719 à sa propre demande
- 1720–1729 : Gustav von Mardefeld (de) (1664-1729), 3 février 1720 président titulaire pendant son séjour à Saint-Pétersbourg
- (1728–) 1732–1734 : von Schweinichen (de), chambellan du roi, 1728 vice-président et président expectorant, 7 juillet 1732 président
- 1734–1738 : Johann Gottfried von Cocceji (de) (1673-1738), 1702 conseiller du gouvernement, 1718 conseiller privé, 6 janvier 1734 président
- 1738–1742 : Karl Friedrich von Dach(e)röden (1705-1742; père de Karl Friedrich von Dacheröden (de), 1737 2e président
- 1742–1749 : Erich Christoph von Plotho (de) (1707-1788)
- 1749–1755 : von Kühlwein, ancien directeur du gouvernement
- 1755–1763 : Johann Ernst von Voß (de) (1726-1793) renvoyé à sa propre demande
- 1763-1783 : Jean-Frédéric d'Alvensleben (de) (né le 2 octobre 1712 à Zichtau et mort le 11 septembre 1783 à Zichtau), 1743 conseiller, 28 juillet 1763 président
- 1783-1797 : Johann Wilhelm von Tevenar (né le 14 avril 1724 à Hisfeld, Clèves et mort le 6 décembre 1797 à Magdebourg); 1782 vice-président, 22 septembre 1783 président
- 1797–1806 : Wilhelm von Vangerow (de) (1745-1816), 12 décembre 1797 président

### Chanceliers à Halle
- 1741-1743 : Johann Peter von Ludewig (1668-1743)
- 1743-1749 : Justus Henning Böhmer (1743-1749)

### Présidents de la chambre de guerre et de domaine 1723-1807
- 1723–1735 : Christoph von Katte
- 1735–1754 : Caspar Wichard von Platen
- 1754–1755 : Ernst Wilhelm von Schlabrendorf
- 1755–1763 : Joachim Christian von Blumenthal (de)
- 1763–1769 : Christoph Albrecht von Auer (de)
- 1769–1771 : Friedrich Wilhelm von der Schulenburg-Kehnert
- 1771–1775 : Leopold Otto von Gaudi (de)
- 1775–1785 : Christoph Friedrich aus dem Winkel
- 1785–1796 : Adolph Ludwig von Puttkamer
- 1796–1803 : Ferdinand von Angern (de)
- 1803–1804 : Friedrich Carl Heinrich von Schwerin (de)
- 1804–1807 : Ludwig Friedrich Victor Hans von Bülow